# Комільяс
Комільяс, або Коміляс (ісп. Comillas) — муніципалітет в Іспанії, у складі автономної спільноти Кантабрія. Населення — 2464 осіб (2009).

## Географія
Муніципалітет розташований на відстані близько 330 км на північ від Мадрида, 39 км на захід від Сантандера.
На території муніципалітету розташовані такі населені парафії: Комільяс (адміністративний центр), Ла-Рабія, Ріотурбіо, Рубарсена, Руїсеньяда, Семінаріо-Понтіфісіо, Трасвія.

## Історія
1890 року в Комільясі була заснована єзуїтська Семінарія святого Антонія Падуанського. 1904 року вона була перейменована на Комільяський папський університет, який діяв у місті до 1968 року.

## Демографія
Динаміка населення (INE ):

## Галерея

Розташування муніципалітету